# 王子广场

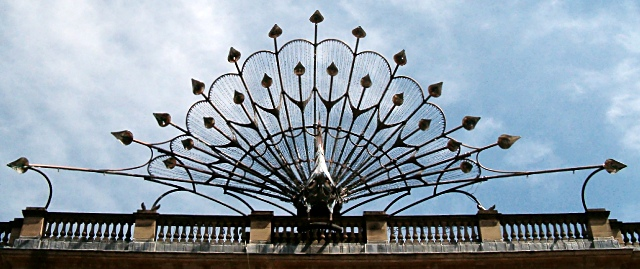
王子广场布坎南街立面上的孔雀雕塑

王子广场（Princes Square）是苏格兰格拉斯哥市中心布坎南街的一个购物中心。它最初建于1840年代，由约翰·贝尔德和其他建筑师设计。1986年由爱丁堡建筑师休·马丁事务所设计开发。新的五层楼的零售中心10,450-平方（112,500-平方英尺）占据了一个1841年建成的鹅卵石广场，重新配置新的透明玻璃穹顶和拱形屋顶下方的整个空间。扩建工程于1999年夏季完成，将中心扩展至春田苑（Springfield Court），增加了1,860平方（20,000平方英尺）的零售面积，及皇后街的新零售店面。
作家比尔·布莱森把王子广场称为“城市更新中最聪明的作品之一”。
休·马丁事务所因王子广场赢得了几个设计奖项，包括RIBA苏格兰建筑学奖（1988年），爱丁堡建筑协会百年纪念奖章（1989年）和公民信任奖（1989）。1970年列为B类登录建筑加以保护。